# Sybra obliquealbovittata
Sybra obliquealbovittata là một loài bọ cánh cứng trong họ Cerambycidae.